# Nevin Galmarini
Nevin Galmarini (San Gallo, 4 dicembre 1986) è uno snowboarder svizzero.

## Biografia
Specialista di gigante parallelo e slalom parallelo, ha esordito in Coppa del Mondo di snowboard il 13 dicembre 2006 a San Vigilio di Marebbe, in Italia. In carriera si è aggiudicato due medaglie olimpiche, un oro a Pyeongchang 2018 e un argento a Soči 2014.

## Palmarès

### Olimpiadi
- 2 medaglie:
  - 1 oro (slalom gigante parallelo a Pyeongchang 2018)
  - 1 argento (slalom gigante parallelo a Soči 2014)

### Mondiali
- 1 medaglia:
  - 1 bronzo (slalom gigante parallelo a Sierra Nevada 2017)

### Universiadi
- 1 medaglia:
  - 1 bronzo (slalom gigante parallelo a Erzurum 2011)

### Coppa del Mondo
- Miglior piazzamento nella Coppa del Mondo generale di snowboard: 14º nel 2011
- Vincitore della Coppa del Mondo di parallelo nel 2018
- Vincitore della Coppa del Mondo di slalom gigante parallelo nel 2018
- Miglior piazzamento nella Coppa del Mondo di slalom parallelo: 7° nel 2014 e nel 2018
- 12 podi:
  - 3 vittorie
  - 5 secondi posti
  - 4 terzi posti

#### Coppa del Mondo - vittorie
| Data            | Luogo     | Paese    | Disciplina |
| --------------- | --------- | -------- | ---------- |
| 28 gennaio 2017 | Rogla     | Slovenia | PGS        |
| 5 gennaio 2018  | Lackenhof | Austria  | PGS        |
| 28 gennaio 2018 | Bansko    | Bulgaria | PGS        |

Legenda:

PGS = Slalom gigante parallelo